# Casa Vilaró (Manlleu)
La Casa Vilaró és un edifici del municipi de Manlleu (Osona) que forma part de l'Inventari del Patrimoni Arquitectònic de Catalunya. És una obra de l'any 1908 construïda pel mestre d'obres manlleuenc Josep Illa encara que s'entreveu la mà d'Ignasi Mas.

## Descripció
És un edifici de planta baixa i dos pisos. A la façana a la plaça de Crist Rei hi ha a la planta baixa una successió de tres portes de testeres d'angle recte, la central més gran que les laterals. En planta primera i segona s'hi distribueixen tres balcons i sobre s'hi troba un òcul oval. Els balcons segueixen la proporció de mides de la planta baixa. Les obertures de la planta segona són més petites que les de la planta primera. La planta baixa és de carreus de pedra regular, mentre la resta de la façana és arrebossada. En les façanes laterals s'hi distribueixen diverses obertures que es disposen seguint eixos compositius verticals. Aquestes façanes són arrebossades. Les cantoneres són de carreus regulars de pedra. La part posterior de la casa presenta un jardí que fa façana al carrer de la Font, on hi ha dues torres que remarquen les cantonades.